# Vernaya foramena
Vernaya foramena — вид гризунів родини мишевих (Muridae). Ареал: Китай. Вид відокремлено від V. fulva.
Це найменший живий вид роду Vernaya, з довжиною тіла 54–73 мм і хвоста 100–125 мм. Вид має довге, м’яке хутро на спині з сірою основою та коричневими кінчиками, тоді як його черевне хутро має світло-сіру основу та білі кінчики.